# SN 2008U
SN 2008U – supernowa typu II odkryta 20 stycznia 2008 roku w galaktyce UGC 8917. W momencie odkrycia miała maksymalną jasność 18,40m.